# Koppelojärvi, Lappland
Koppelojärvi är en sjö i Kiruna kommun i Lappland och ingår i Torneälvens huvudavrinningsområde.